# 青云山隧道
青云山隧道位于永莆线永泰－涵江北区间，全长22.06公里，2008年8月8日开工，总投资15.16亿元，全线工程由中铁二十三局集团公司承当。
2009年1月掘进1.183千米；2011年9月13日左洞贯通，2011年9月16日右洞贯通。
戴云山隧道初期设计为27.79公里为全线最长，但随着正式施工的确定，本隧道成为全线乃至华东地区最长隧道。
由于隧道长度，隧道设置了救援站。
青云山隧道在永莆铁路上的位置请见Template:昌福铁路RDT。